# Бреккерфельд
Бреккерфе́льд (нем. Breckerfeld [brɛkɐˈfɛɫt], н.-нем. Bräckfelle) — город в Германии, ганзейский город, расположен в земле Северный Рейн-Вестфалия. Подчинён административному округу Арнсберг. Входит в состав района Эннепе-Рур. Брекерфельд являлся ганзейским городом со времен средневековья, и этот факт с 24 июля 2012 года официально зарегистрирован и вынесен на дорожные знаки при въезде в город.
Население составляет 8938 человек (на 31 декабря 2018 года). Занимает площадь 59 км². Официальный код — 05 9 54 004.
Город подразделяется на два городских района.
| Год  | Население |
| ---- | --------- |
| 1995 | 8884      |
| 2000 | 8942      |
| 2005 | 9343      |
| 2010 | 9344      |

## Известные уроженцы
- Бауншайдт, Карл (1809-1873) — немецкий учитель ремёсел, мастер, механик и изобретатель.
- Лёвен, Юлиус (1822-1907) — немецкий купец, производитель шёлка и автор гимнов.
- Герман Шмаленбах (1885–1950) — немецкий философ и социолог.
- Nena (род. 1960) — немецкая певица и актриса, представительница Neue Deutsche Welle.

## Фотографии

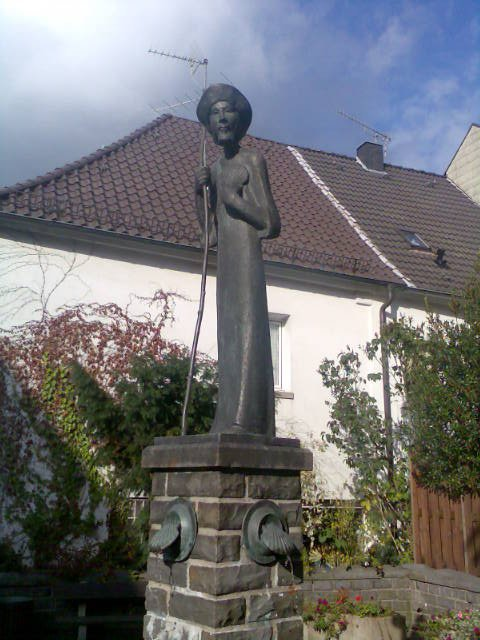
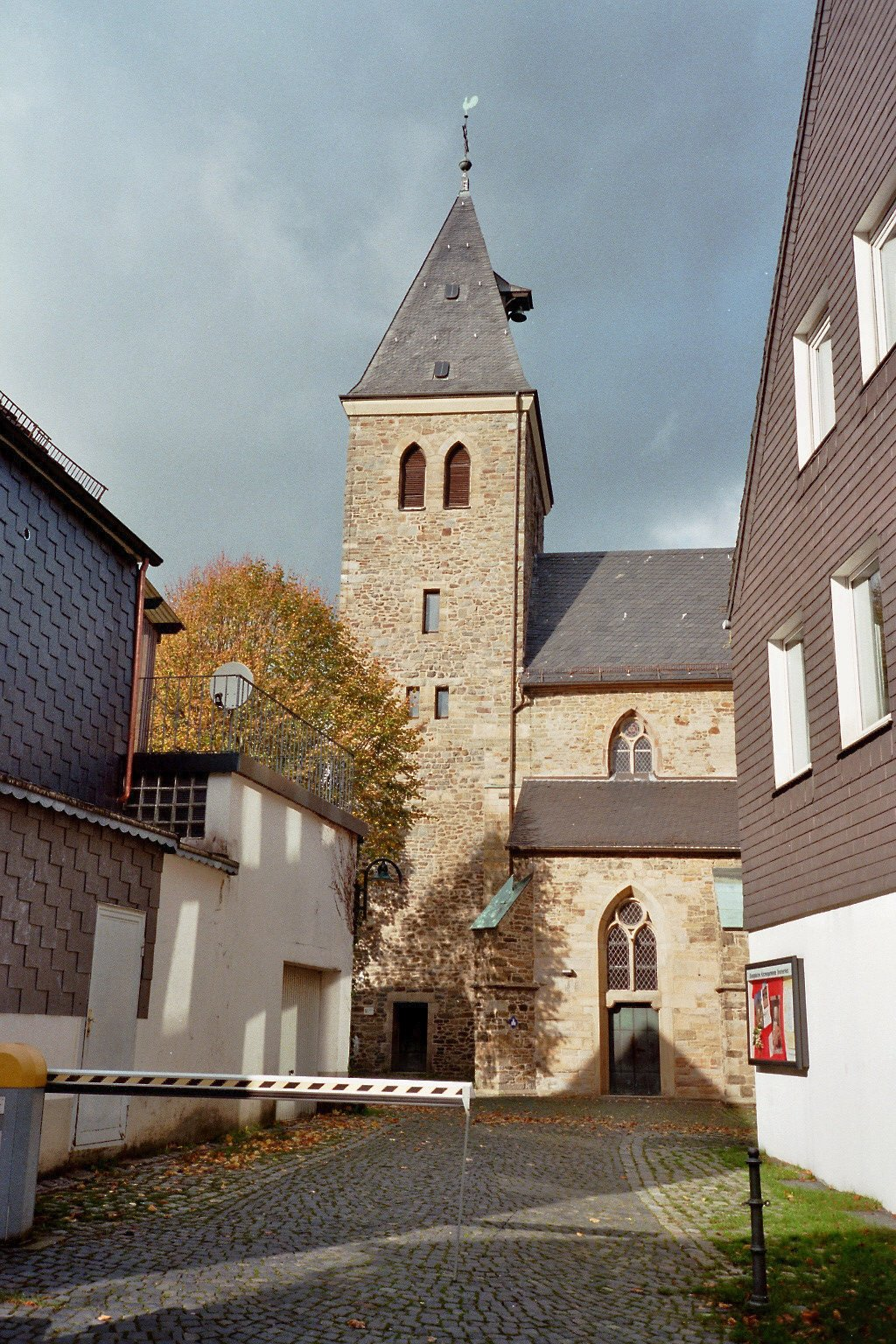
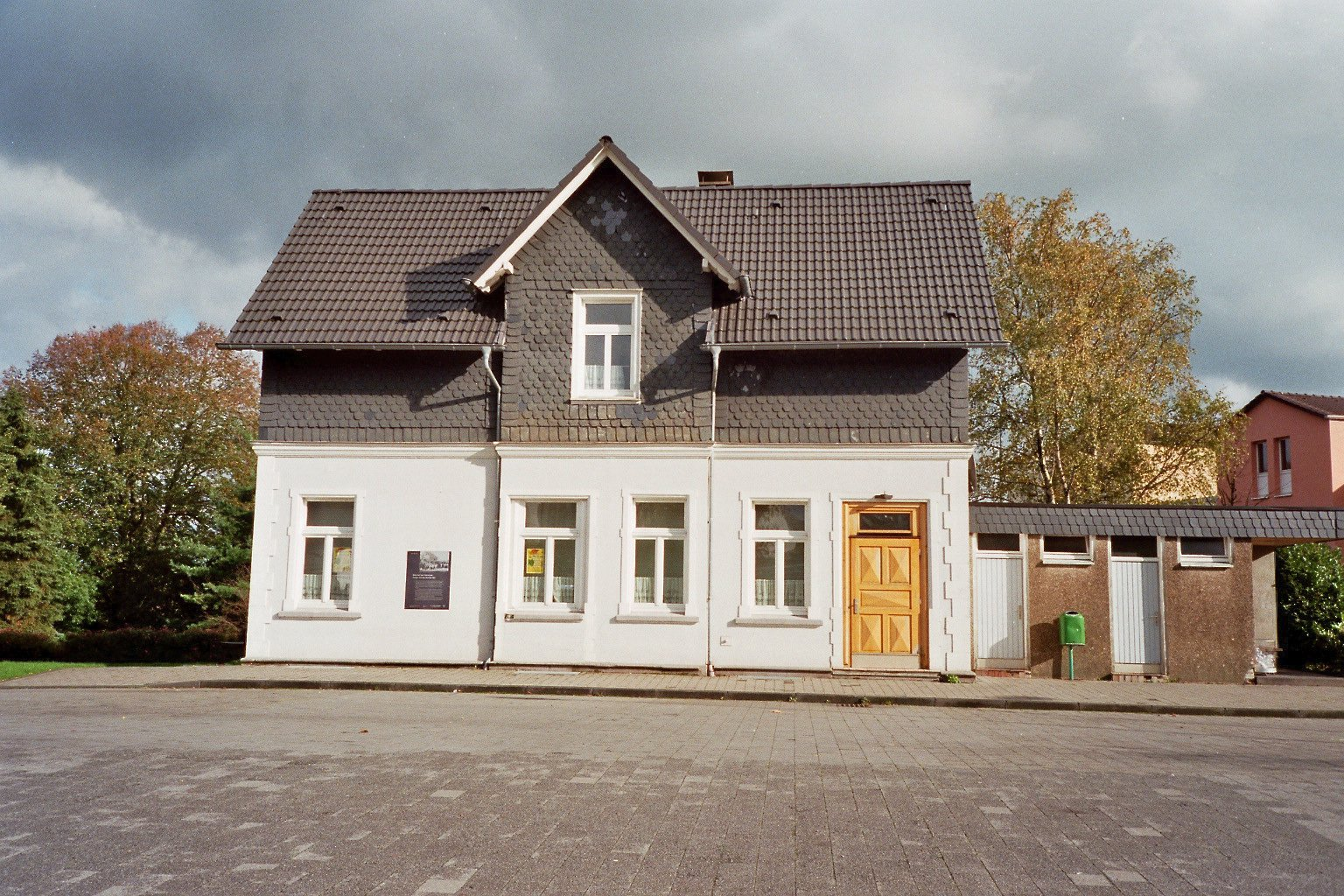